# Nisa Aşgabat
Nisa Aşgabat ist ein Fußballverein aus Aşgabat (12 km östlich der antiken Stadt Nisa) in Turkmenistan. Der Verein spielt in der zweiten turkmenischen Liga. Seine Heimspiele trägt der Verein im Nisa-Stadion aus. Gegründet wurde der Verein 1994. In der kurzen Zeit seines Bestehens konnte der Verein viermal die Meisterschaft gewinnen, zuletzt 2003. Obwohl der Verein regelmäßig an den Kontinentalwettbewerben der AFC teilnahm, kam er nie über die Gruppenphase oder die 2. Runde hinaus. 2006 stieg der Verein als Tabellenletzter in die 2. Liga ab.

## Vereinserfolge

### National
- Ýokary Liga

Meister 1996, 1999, 2001, 2003
- Turkmenistan Cup

Gewinner 1998
Finalist 1996, 2000, 2003